# Orlas arbustivas de los bosques de la península ibérica

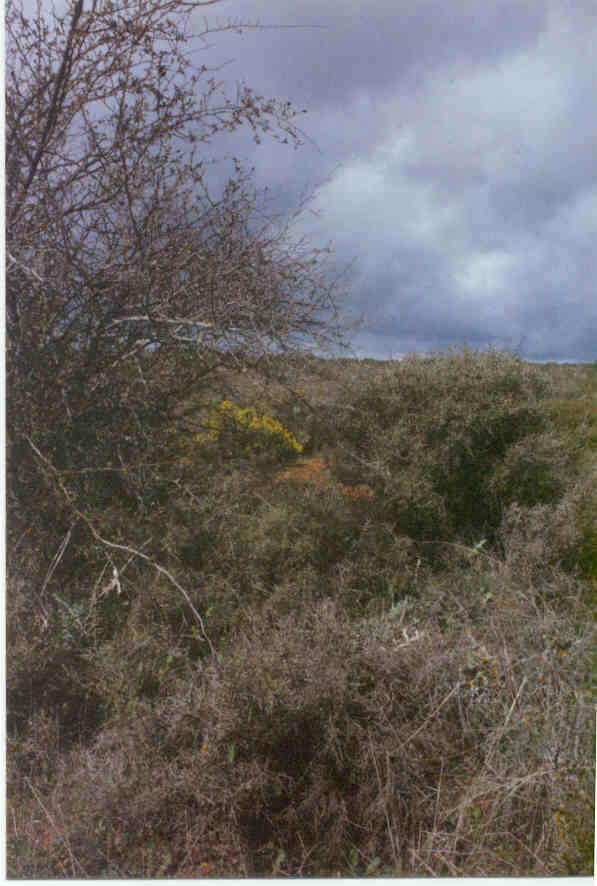
Orla arbustiva.

Las orlas arbustivas de los bosques de la península ibérica son comunidades vegetales mayoritariamente espinosas que se encuentran en forestas situadas en dicho accidente geográfico. Su origen puede ser natural o serial y se sitúan en los márgenes y claros de los bosques a los que sustituyen. Son habituales en zonas de cultivo o pastoreo y en zonas no utilizables por la agricultura como taludes, bordes de camino y cultivos, acequias, arroyos, etc.
Son fundamentales en los ecosistemas forestales, para garantizar la regeneración natural del bosque, además de proporcionar alimento y cobijo a la fauna asociada.
En cuanto a las familias más representadas en las orlas arbustivas son:
- Rosaceae: zarzas, rosas, majuelos y frutales de hueso.
- Berberidaceae: agracejo.
- Caprifoliaceae: madreselva, saúco. etc.
- Cornaceae: cornejo.
- Rhamnaceae: espinos.
- Oleaceae: aligustre.
- Grossulariaceae: grosellero.

## Consideraciones generales
Generalmente estas comunidades vegetales, setos, espinares, matorrales tienen una extensión y densidad muy variables, compuestos por especies caducifolias, mayoritariamente, espinosas y más o menos leñosas. Su presencia es una señal inequívoca de una etapa preforestal de la sucesión vegetal, que se produce en los claros y bordes de los bosques. Aunque, en la mayoría de los casos, se adueñan del territorio después de aclarar o eliminar los montes originales.
Requieren, en su mayoría, un clima lluvioso o como mínimo, unas condiciones húmedas, con suelos más o menos profundos y frescos, aunque con una inclinación mayoritaria por los sustratos calcáreos.

## Especies características
Dos de los arbustos espinosos más ampliamente extendidos son el majuelo (Crataegus monogyna) y el endrino (Prunus spinosa). Ambos están ampliamente distribuidos por Europa, Asia y el noroeste de África, habitan tanto en climas fríos como cálidos, son frecuentes en taludes, bordes de caminos, arroyos y bordes de los bosques, sobre suelos lo mismo calizos que silíceos. El majuelo, a veces, forma extensos espinares que cubren laderas y pastizales.
Algunas zarzas también están muy extendidas en la Península, dos de ellas son la parrilla (Rubus caesius) y la zarza cenicienta (Rubus canescens).

### Rosaledas

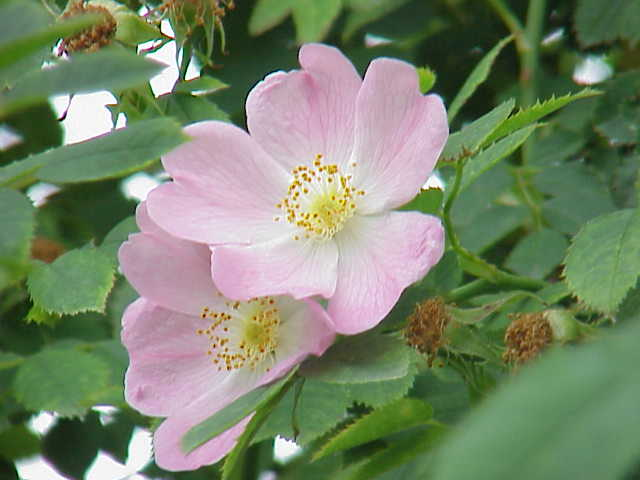
Rosa canina.

Habitualmente los rosales viven juntos y sin cubrir grandes extensiones, salpicados sobre el terreno o asociados con otras especies de la orla forestal.
Los escaramujos son indiferentes a las características del suelo y habitan en casi todo tipo de bosques, forman parte de los setos espinosos, matorrales, y ribazos, tanto en el litoral peninsular como de áreas secas del interior.
El rosal más cosmopolita, es el rosal lampiño (Rosa canina), seguido por otros del mismo grupo como Rosa squarrosa, que prefiere los lugares sombreados, y Rosa corymbifera, rosal con preferencia por los suelos silicios. El rosal agreste (Rosa agrestis), vive en bosques muy diferentes y se puede encontrar entre los bosques de ribera como choperas, alisedas, fresnedas y olmedas.

## Orlas termófilas
Se engloban en esta área, los arbustos espinosos y enredaderas, que son menos tolerantes al frío y que dominan donde el clima es más benigno. En la península ibérica tienen una distribución principalmente mediterránea semicontinental y cántabro-atlántica con influencia oceánica y habitan las zonas más bajas y montañas. Por el contrario, escasean o faltan en los lugares más áridos del interior y del sudeste.

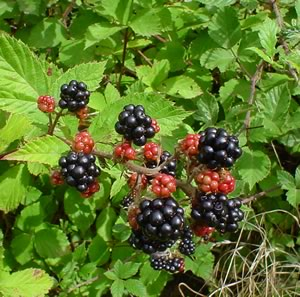
Zarzamora.

La especie más extendida y que caracteriza a los setos vivos es la zarzamora (Rubus ulmifolius). Habita en Europa occidental y en el norte de África, indeferente al sustrato, crece en todo tipo de ambientes, en lugares bien iluminados y suelos algo frescos; en las zonas más calurosas se refugia en los sotos ribereños.
Dos trepadoras sarmentosas frecuentes en estos matorrales de sustitución son la madreselva (Lonicera periclymenum) y la madreselva enmarañada (Lonicera implexa). Mientras la primera ocupa, sobre todo, la mitad occidental de la península, de influencia oceánica, la segunda, lo hace con la mitad oriental y meridional mediterránea, incluidas las Islas Baleares.
En esta área terminamos con dos rosales el escaramujo menor (Rosa pouzinii) y el rosal de flor pequeña (Rosa micrantha); abundan en la mayor parte de la península y en Mallorca, más áun en las provincias centrales, suelen colonizar los mismos hábitat que la Rosa canina, aunque prefieren exposiciones más soleadas y no suelen ascender por encima de los 1900 m de altitud.

## Orlas continentales
Son matorrales de las montañas y sus estribaciones, caracterizados por un clima continental con sequedad estival e inviernos rigurosos.
Dos de las especies más abundantes y representativas, propias de suelos pedregosos, poco profundos e incluso esqueléticos son el agracejo (Berberis vulgaris) y el espino de tintes (Rhamnus saxatilis).
El agracejo es un arbusto calcícola que rara vez se encuentra en los terrenos silíceos, habita en altitudes de 300 a los 2500 metros, en las montañas béticas y falta en las regiones ibéricas del centro y occidentales.
El espino de tintes es una especie típica de los matorrales de sustitución, su presencia es habitual en el entorno de encinares y quejigales de los páramos calizos castellanos, aunque también lo podemos encontrar en hayedos y sabinares.

## Valor natural y económico
Las orlas arbustivas constituyen un conjunto vegetal de gran valor natural, que tradicionalmente mantiene una estrecha relación con el hombre, como en el caso de los setos vivos, en las zonas ganaderas de la montaña Cantábrica y en los Pirineos, aquí gran parte del bosque han sido sustituidos por prados de siega o pastoreo, y utilizando estos setos como cortavientos, para que proporcionen sombra y refugio al ganado.
La intrincada espesura que forma la vegetación es una barrera imprescindible para la estabilidad y regeneración natural del bosque, lo defiende del ramoneo y de las pisadas de los herbívoros y hace posible la germinación de las semillas y su posterior desarrollo, tanto de los árboles como de otras plantas, además de proteger a la fauna, animales y aves.
Sus frutos constituyen la dieta vegetal de una larga lista de fauna silvestre, desde mamíferos como el oso pardo, ciervo, corzo, rebeco, etc que ramonean su follaje, numerosas aves, que se alimentan y crían en ellos.
Por último, hay que destacar el gran valor económico y medicinal de estos arbustos y arbolillos, se aprovechan y cultivan por sus frutos comestibles, para la elaboración de licores y bebidas, como el famoso pacharán navarro. La mayoría se utilizan en jardinería y poseen importantes propiedades medicinales.